# William Ludwig (Drehbuchautor)
William Ludwig (* 26. Mai 1912 in New York City, New York; † 7. Februar 1999 in Woodland Hills, Los Angeles, Kalifornien) war ein US-amerikanischer Drehbuchautor, der den Oscar für das beste Originaldrehbuch erhielt.

## Biografie
Ludwig begann Ende der 1930er Jahre als Drehbuchautor und wirkte erstmals bei Love Finds Andy Hardy (1938) von George B. Seitz erstmals an der Entstehung eines Films mit und war im Laufe seiner Karriere an 30 Filmen beteiligt.
1952 war zusammen mit Sonya Levien für Der große Caruso (1951) von Richard Thorpe für den Preis der Writers Guild of America (WGA Award) für das bestgeschriebene Musical nominiert. 1956 erhielt er eine weitere Nominierung mit Sonya Levien für den WGA Award für das bestgeschriebene Musical, diesmal für Oklahoma! (1955) von Fred Zinnemann.
Außerdem wurde ihm zusammen mit Sonya Levien bei der Oscarverleihung 1956 für Unterbrochene Melodie (1955) von Curtis Bernhardt mit dem Oscar für das beste Originaldrehbuch ausgezeichnet.
Weitere wichtige Drehbucharbeiten waren Love Crazy (1941) von Jack Conway, Die unvollkommene Dame (1948) von Jack Conway sowie Lassies Heimat (1948) von Fred M. Wilcox.
William Ludwig war darüber hinaus auch Gründungsmitglied der Screen Writers Guild, der heutigen Writers Guild of America (WGA), der Gewerkschaft der Drehbuchautoren. Während seiner 18-jährigen Tätigkeit als Geschäftsführer (Secretary-Treasurer) der WGA engagierte er sich in den 1960er Jahren für die Einrichtung von deren Pensionsfonds. Für dieses Engagement und seine Leistungen als Drehbuchautor erhielt er später mehrere Ehrenauszeichnungen der WGA wie den Valentine Davies Award (1973), den Morgan Cox Award (1976) und den Edmund J. North Award (1992). Ludwig verstarb im Motion Picture and Television Fund Hospital, dessen Einrichtung unter anderem auch auf seine Initiative erfolgte.

## Filmografie (Auswahl)
- 1938: Love Finds Andy Hardy
- 1944: An American Romance
- 1950: Drohende Schatten (Shadow on the Wall)
- 1952: Die lustige Witwe (The Merry Widow)
- 1954: Alt Heidelberg (The Student Prince)
- 1954: Athena
- 1955: Unterbrochene Melodie (Interrupted Melody)
- 1957: Schlucht des Verderbens (Gun Glory)
- 1961: Endstation Paris (Back Street)